# MM Гидры
MM Гидры (лат. MM Hydrae) — карликовая новая, двойная катаклизмическая переменная звезда типа U Близнецов (UG) или катаклизмическая переменная звезда типа SU Большой Медведицы (UGSU) в созвездии Гидры на расстоянии приблизительно 1176 световых лет (около 360 парсек) от Солнца. Звёздная величина диапазона B звезды — от +18,7m до +14,1m. Орбитальный период — около 0,05759 суток (1,3822 часа).
Открыта Ричардом Фредериком Грином и др. в 1982 году**.

## Характеристики
Первый компонент — аккрецирующий белый карлик спектрального класса pec(UG).